# Otó II de Suàbia
Otó II († 1047) fou comte palatí de Lorena (1034-1045), després duc de Suàbia (1045-1047) i durant els seus dos regnats, igualment comte de Deutz i de l'Auelgau (1025-1047). Era fill d'Ezzó de Lotaríngia i Matilde, filla de l'Emperador Otó II, i membre de la dinastia dels Ezzons o Ezzònides; era igualment protector de l'abadia de Brauweiler.
El 1034, el comte palatí Ezzó de Lotaríngia va morir. Ja que el germà gran d'Otó, Ludolf de Zutphen, va morir el 1031, va succeir al seu pare. El 7 d'abril de 1045, Enric III, rei dels Romans i també duc de Suàbia, aquest últim va oferir el títol a Otó. A canvi, Otó va haver de tornar el comtat de Palatinat, que va ser ofert al seu cosí Enric I de Lotaríngia, així com els seus territoris a Kaiserswerth i a Duisburg que van passar a la corona.
Va tenir dues filles:
- Riquenza (Holande, 1020; +1083) que s'havia casat en principi amb Herman, comte de Werl, i després amb Otó de Nordheim
- Hildegarda (vers 1025, + vers 1095), casada amb Frederic de Büren.

El 1047, Otó va morir inexplicablement al seu castell, el Tomburg, durant una campanya imperial contra una invasió de Balduí V de Flandes. Va ser enterrat a l'abadia de Brauweiler. El 1048, l'Emperador va escollir a Otó III per succeir-lo com a duc de Suàbia.
| 909 | 909       | 911       | 911 | 915 | 915       | 917       | 917        | 926        | 926      | 950      | 950    | 954    | 954         | 973         | 973   | 982   | 982      | 997      | 997 |
|     | Burcard I | Burcard I | —   | —   | Erchanger | Erchanger | Burcard II | Burcard II | Herman I | Herman I | Ludolf | Ludolf | Burcard III | Burcard III | Otó I | Otó I | Conrad I | Conrad I |     |

| 997 | 997       | 1003      | 1003       | 1012       | 1012     | 1015     | 1015      | 1030      | 1030      | 1038      | 1038      | 1045      | 1045   | 1048   | 1048    | 1057    | 1057   | 1079   | 1079 |
|     | Herman II | Herman II | Herman III | Herman III | Ernest I | Ernest I | Ernest II | Ernest II | Herman IV | Herman IV | Enric III | Enric III | Otó II | Otó II | Otó III | Otó III | Rodolf | Rodolf |      |

| 1079 | 1079       | 1105       | 1105        | 1147        | 1147         | 1152         | 1152        | 1167        | 1167       | 1170       | 1170 |
|      | Frederic I | Frederic I | Frederic II | Frederic II | Frederic III | Frederic III | Frederic IV | Frederic IV | Frederic V | Frederic V |      |

| 1170 | 1170        | 1191        | 1191      | 1196      | 1196    | 1208    | 1208   | 1212   | 1212         | 1216         | 1216     | 1235     | 1235      | 1254      | 1254     | 1268     | 1268 |
|      | Frederic VI | Frederic VI | Conrad II | Conrad II | Felip I | Felip I | Otó IV | Otó IV | Frederic VII | Frederic VII | Enric II | Enric II | Conrad IV | Conrad IV | Conrad V | Conrad V |      |

| #90cfcf Bucàrdides (blau fosc) — | #afffff Otonians (blau clar) — | #90ee90 Conradians (verd clar) — | #bfcf90 Babenberg (verd fosc) — | #ffff90 Hohenstaufen (groc) |